# Жегларци
Жегларци (болг. Жегларци) — село в Болгарии. Находится в Добричской области, входит в общину Тервел. Население составляет 894 человека.

## Политическая ситуация
В местном кметстве Жегларци, в состав которого входит Жегларци, должность кмета (старосты) исполняет Муталиб Исмаил Халил (Движение за права и свободы (ДПС)) по результатам выборов.
Кмет (мэр) общины Тервел —  Живко Жеков Георгиев (Болгарская социалистическая партия (БСП)) по результатам выборов.